# Róża Etkin-Moszkowska
Róża Etkin-Moszkowska   (Varsòvia, 1908 - Varsòvia, 16 de gener de 1945) fou una pianista polonesa.
Etkin, que va demostrar un talent considerable al començament de la seva vida, va ser la concursant més jove de la primera competició Fryderyk Chopin, on va rebre el 3r premi. Va ser deixeble d'Aleksander Michałowski i Zbigniew Drzewiecki a Varsòvia. A principis dels anys 30 es va establir a Berlín per estudiar amb el professor Moritz Mayer-Mahr. Va desenvolupar un repertori molt ampli, incloent les darreres sonates de Beethoven, els concerts de Rakhmàninov, les variacions de Goldberg, les obres de Prokófiev i Szymanowski i Godowsky que va fer els arranjaments dels vals de Chopin. Va tocar una bona part de Chopin i va obtenir l'aprovació de la crítica per la seva interpretació del seu primer concert per a piano (mi menor, op. 11). Va fer diversos enregistraments, alguns produïts amb el segell de "Berlín Tri-Ergon".
Etkin es va casar amb Ryszard Moszkowski, nebot del compositor Moritz Moszkowski. Tots dos van ser assassinats per soldats alemanys al districte de Żoliborz a Varsòvia. Quan l'exèrcit alemany es retirava de Varsòvia, un soldat va llançar una granada incendiaria a un refugi on es refugiaven ells i diverses persones.